# Campionato italiano di ciclismo su strada 1951
Il Campionato italiano di ciclismo su strada 1951, quarantunesima edizione della corsa, si svolse su tre prove dal 29 aprile al 23 settembre 1951. La vittoria fu appannaggio di Fiorenzo Magni, che precedette in classifica Gino Bartali e Antonio Bevilacqua.

## Calendario
| Data         | Evento                   | Vincitore          | Squadra |
| ------------ | ------------------------ | ------------------ | ------- |
| 29 aprile    | Giro del Lazio (1951)    | Fiorenzo Magni     | Ganna   |
| 29 giugno    | Giro del Piemonte (1951) | Gino Bartali       | Bartali |
| 23 settembre | Giro del Veneto (1951)   | Antonio Bevilacqua | Benotto |

## Classifica
| Pos. | Corridore          | Squadra          | Punti |
| ---- | ------------------ | ---------------- | ----- |
| 1    | Fiorenzo Magni     | Ganna            | 7     |
| 2    | Gino Bartali       | Bartali          | 6     |
| 3    | Antonio Bevilacqua | Benotto          | 5,5   |
| 3    | Giancarlo Astrua   | Taurea           | 5,5   |
| 3    | Luciano Maggini    | Atala-Pirelli    | 5,5   |
| 6    | Rinaldo Moresco    | Wilier Triestina | 5     |
| 6    | Pasquale Fornara   | Legnano          | 5     |
| 8    | Danilo Barozzi     | Atala-Pirelli    | 4,5   |
| 9    | Vincenzo Rossello  | Arbos            | 3,5   |
| 10   | Virgilio Salimbeni | Legnano          | 2,5   |